# Thường Tân
Thường Tân is een xã in huyện Tân Uyên, een district in de Vietnamese provincie Bình Dương.
Thường Tân ligt op de noordelijke oever van de Đồng Nai.